# 羽平藓
羽平藓（学名：Neckera pennata）为平藓科平藓属下的一个种。